# A Split-Second
A Split-Second ist eine belgische EBM-/Rock-Band, die sich aus der Vorgänger-Band Extraballe formierte. Sie war neben Front 242, The Klinik und The Neon Judgement eine der wegweisenden belgischen Bands des Genres.

## Bandgeschichte
Gitarrist und Sänger Marc Ickx hatte zuvor in der belgischen Synthie-Pop-Band Extraballe gewirkt, Peter Boone war Keyboarder und gründete 1978 die noch heute existente Band Twilight Ritual.
Nachdem auf der ersten Single Flesh noch eingängiger EBM gespielt wurde, erweiterte die Band ihr Klangbild auf dem Nachfolger Rigor Mortis durch schwere Beats und drohenden Gesang. Das Debütalbum Ballistic Statues war eine Mischung aus Rock, EBM und kompakten, simplen Liedern und erhielt über die Grenzen Belgiens hinaus wohlwollende Kritiken. Peter Boone war zu jener Zeit auch solo unter dem Namen Chrismar Chayell tätig und veröffentlichte 1987 die Single It’s Never Too Hot?, auf der er das Lied Drinking Sand vom A-Split-Second-Album Ballistic Statues als New-Beat-Stück coverte.
Zu jener Zeit wurde A Split-Second als EBM-Band verkauft, obwohl diese Kategorisierung nur bedingt auf sie anzuwenden war. Am ehesten traf dieser Begriff für das zweite Album … from the Inside zu, auf dem die von Ickx dominierten, energiegeladenen, oftmals sexistischen Rock-Lieder wie Bend My Body Armour, Colosseum Crash oder Mambo Witch neben flächigen, introvertierten Titeln wie From the Inside standen, die mehr von Chayell geprägt waren. Das Album begründete den internationalen Szene-Erfolg, der mit einer Vielzahl von Live-Auftritten gefestigt wurde.
Weit weniger überzeugend als die Vorgänger geriet dann Kiss of Fury, auf dem das gegensätzliche Zusammenspiel des Duos zugunsten eines allzu einheitlichen, kompakten und in erster Linie tanzbaren Formats geopfert wurde. Das durch die plakativen, vordergründigen Macho-Texte und simple Strukturen gekennzeichnete Album verfehlte dennoch nicht seine Wirkung. Die darauf enthaltenen Singles The Parallax View, Firewalker oder auch Crash Course in Seduction entwickelten sich zu respektablen Clubhits. Dennoch war die Band an ihre Grenzen gestoßen, zumal sich Ickx und Chayells Interessen zu weit auseinanderentwickelt hatten. Peter Boone saß bei den Arbeiten zu dem Remix-Album Flesh & Fire zwar noch hinter den Reglern, verließ die Band aber Ende 1991, um als Produzent zu arbeiten und sich seinem Projekt Twilight Ritual zuzuwenden.
Marc Ickx löste A Split Second nie offiziell auf, arbeitete aber zunächst an diversen Projekten (u. a. gründete er mit dem The-Klinik-Musiker Marc Verhaeghen und der französischen Band Die Form das Projekt D.Sign und war später als Gast in Marc Verhaeghens Band X 10 mit dabei).
1993 belebte Marc Ickx A Split-Second im Alleingang wieder. Venegance C.O.D., auf dem Ickx den früheren Live-Gitarristen Peter Boone verpflichten konnte, dies war allerdings nicht von Erfolg gekrönt.
Dagegen fiel das Album Never Felt So Alive wesentlich ambitionierter aus, welches Marc Ickx unter dem Projektnamen Demonix mit der Ex-Christian Death Musikerin Gitane Demone einspielte.
Das bis dato letzte A-Split-Second-Album Megabyte wurde wiederum mit massiver Unterstützung von Peter Boone eingespielt und geriet noch weitaus härter und rockiger als sein Vorgänger, hinterließ aber ebenfalls kaum Eindruck bei Kritik und Publikum. 1996 veröffentlichte Peter Boone das mit Sänger Geert Coppens eingespielte Twilight Ritual-Album Organic.

## Stil
Trotz der Einbeziehung der neuen elektronischen Ausdrucksmöglichkeiten dominierten bei A Split-Second von Anbeginn bewährte und konventionelle Song- und Rockstrukturen. Der Reiz ihres Sounds lag gerade in der Spannung zwischen der traditionsorientierten Haltung von Frontmann Marc Ickx und den innovativen Rockattitüden der oftmals entgegenlaufenden Klänge von Peter Boone.

## Diskografie
- 1986: A Split Second – Antler Records
- 1987: Flesh/Rigor Mortis – Antler Records
- 1987: Smell of Buddha – Antler Records
- 1987: Neurobeat – Trance
- 1988: Ballistic Statues – Antler Records
- 1988: … from the Inside – Antler Records
- 1988: Scandinavian Bellydance – Antler Records
- 1988: Mambo Witch – Antler Records
- 1988: Colloseum Crash – SPV/Antler Records
- 1990: Kiss of Fury – Antler Records
- 1990: Firewalker/Backlash – Carol/Antler Records
- 1990: Another Violent Breed (Live-EP) – Antler Records
- 1991: Flesh & Fire – 1991 remixes – Antler Subway Records/SPV
- 1991: Introversion – Lay Back and Join (Compilation Album) – Antler Subway Records
- 1991: The Parallax View – Carol/Antler-Subway Records
- 1991: Rigor Mortis – 1991 remix – Carol/Antler Records
- 1991: Flesh – 1991 remix – FFRR/Antler Records
- 1992: Colloseum Crash – 1992 remix – Antler Records
- 1993: Venegance C.O.D. – Hypnobeat
- 1995: Megabyte – Hypnobeat/Indigo
- 2001: TransMIX – 2001 remixes – Antler Subway Records